# Halcyon chelicuti
Halcyon chelicuti là một loài chim trong họ Alcedinidae.
Loài này lần đầu tiên được mô tả bởi Edward, Lord Stanley, trong chuyến đi của Salt đến Abyssinia vào năm 1814 với tên "Chelicut kingfisher" Alaudo Chelicuti.
Tên chi Halcyon xuất phát từ một con chim trong truyền thuyết Hy Lạp thường gắn liền với chim bói cá. Có một niềm tin cổ xưa rằng loài halcyon xây tổ trên biển, nó đã bình tĩnh để đẻ trứng vào một tổ nổi. Tên loài chelicuti có nguồn gốc từ Chelicut ở Ethiopia, vị trí mà mẫu vật của Stanley thu được.
Đây là loài chim có tính lãnh thổ cao sẽ đuổi theo không chỉ những loài khác cùng loài, mà còn là những bách thanh, chim bồ câu và con lăn. Lãnh thổ có thể có diện tích lên đến ba hecta (7.4 mẫu Anh) và giữ 100 cây cao. Chủ nhân lãnh thổ giám sát lãnh thổ của mình từ một ngọn cây, hót từ trước bình minh không liên tục cho đến sau buổi trưa. 